# Arquitectura d'Itàlia

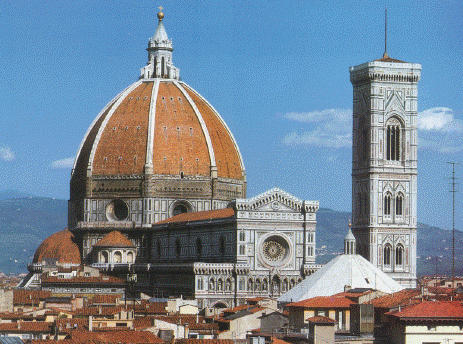
La catedral de Santa Maria del Fiore de Florència,que posseeix la més gran cúpula de maó del món és considerada com una de les obres mestres de l'arquitectura italiana.

L'arquitectura d'Itàlia, sovint nomenada arquitectura italiana, es refereix a totes les formes d'aquest art a Itàlia. Itàlia en posseeix molts i diversos estils arquitectònics, que no poden ser classificats de forma simple per període, sinó que també han de ser classificats per regió, a causa de la divisió d'Itàlia en diverses ciutats estat i territoris fins al 1861. Així, s'han creat una sèrie de dissenys arquitectònics diferents i eclèctics. Itàlia és coneguda pels seus grans avenços tècnics en arquitectura, com ho van ser la construcció d'arcs, cúpules i estructures similars durant l'Imperi Romà, la creació del Renaixement arquitectònic a la fi del segle xiv, estant el país d'origen del Palladianisme, un estil constructiu que va inspirar moviments com l'arquitectura neoclàssica i va influir sobre el disseny de les cases de pagès de rics homes a Gran Bretanya, Austràlia i els Estats Units en els segles xvii fins principis del xx. Varis dels millors treballs de l'arquitectura occidental, com el Coliseu, la Catedral de Milà, la Catedral de Florència i molts dels edificis de Venècia són a Itàlia. S'ha estimat que Itàlia posseeix un total de 100.000 monuments de tots els tipus -museus, palaus, estàtues, esglésies, galeries d'art, vil·les, fonts, cases històriques i restes arqueològiques-.
L'arquitectura d'Itàlia també ha tingut una profunda influència en l'arquitectura mundial. L'expressió «arquitectura italianitzant» o «a la italiana», popular en Europa des del segle xiv fins a mitjan XX, era emprada per descriure arquitectura «estrangera» que es feia seguint els gusts i estils italians.

## Antiga Grècia i els etruscs

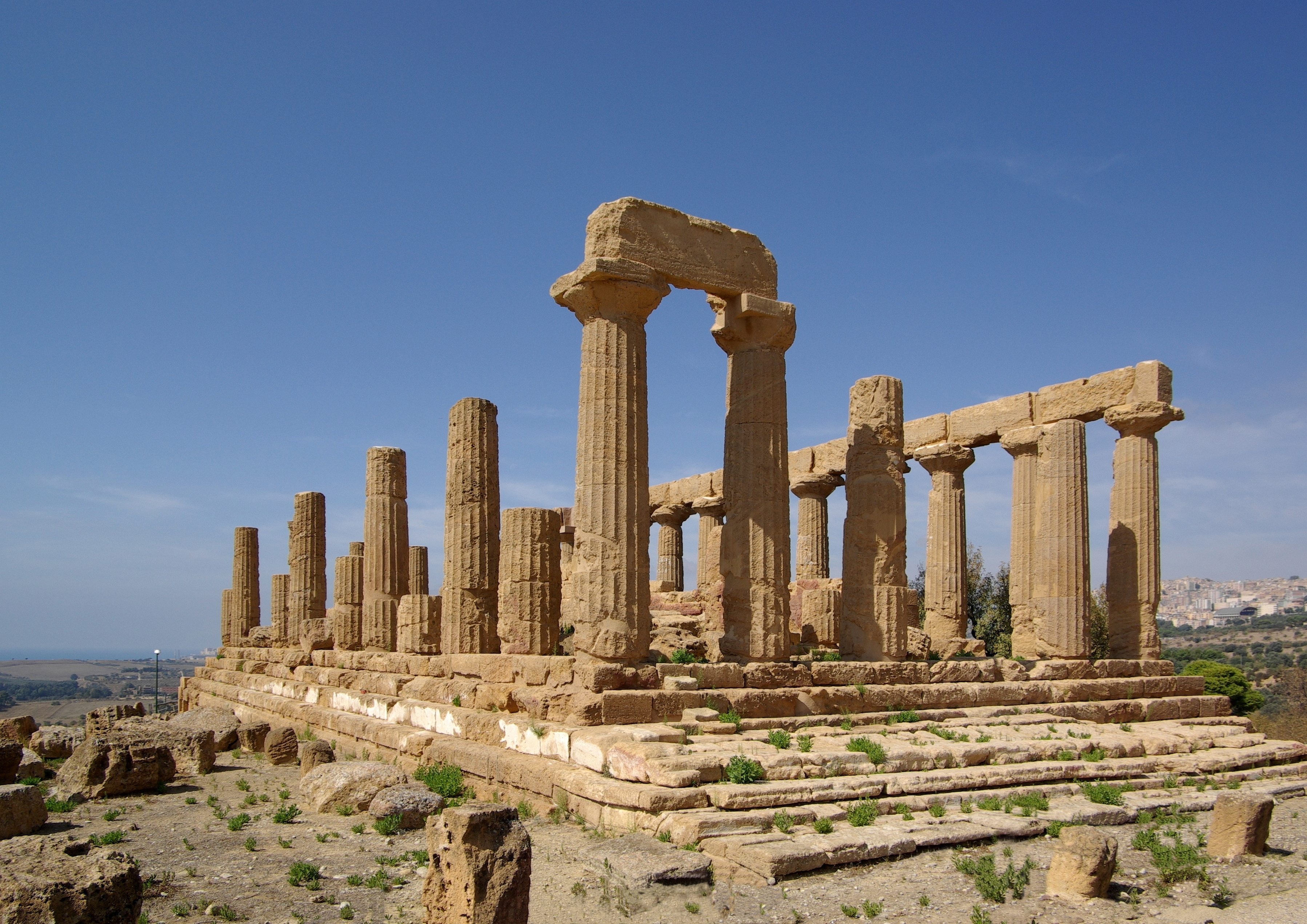
Restes arqueològiques d'Agrigent, a Sicília.

Tenint en compte les restes de l'arquitectessa prehistòrica, els primers de començar el disseny d'edificis van ser els antics grecs i els etruscs. A la Itàlia septentrional i central, van ser els etruscs els qui van dominar l'arquitectura. Els edificis etruscs estaven realitzats amb maó i fusta, per la qual cosa s'han conservat pocs exemples de la seva arquitectura, amb l'excepció d'uns pocs a Volterra, a la Toscana. L'arquitectura etrusca va influir fortament a la romana, totes dues van construir temples, fòrums, carrers públics i aqüeductes. Els pesants pilars i porxos creats pels etruscs i les portes de les seves ciutats també van tenir una influència a l'arquitectura romana posterior.
Al sud d'Itàlia, començant al segle viii aC., colons grecs van crear el que es nomenaria la Magna Grècia, on es construïen els edificis seguint un estil propi. Els grecs construïen cases més grans, millors i tecnològicament més avançades que les construccions de les edats de Bronze i de Ferro, i també van tenir una important influència sobre l'arquitectura romana.
Els temples grecs destaquen per haver estat construïts en pedra, amb columnes de marbre. Cap al segle iv aC, durant el Període hel·lenístic, es va posar de moda la construcció de teatres, que eren semicirculars i tenien un auditori i un escenari. S'acostumaven a construir en vessants, aprofitant el pendent, al contrari que els romans, que podien construir-los en pla. Les restes d'arquitectura grega es concentren en les regions de Calàbria, Apúlia i Sicília, estant el més espectacular el d'Agrigent, a Sicília, que ha estat declarat Patrimoni de la Humanitat per la Unesco.

## Antiga Roma

El Colosseu de Roma.

L'arquitectura de l'antiga Roma va adoptar l'aspecte de l'arquitectura grega cap al segle ii aC, creant un nou estil arquitectònic. Tots dos estils sovint es consideren plegats com el nucli de l'arquitectura clàssica. Els romans també van adoptar dels grecs altres aspectes relacionats amb l'arquitectura; per exemple, a la introducció i l'ús del triclini a les vil·les romanes com el lloc i la forma de menjar. Els romans també van adoptar elements de la civilització etrusca veïna, dels que van prendre elements essencials de la seva arquitectura com les obres hidràuliques i la construcció d'arcs.
La riquesa i la densitat de població, entre altres elements, van obligar a cercar solucions arquitectòniques pròpies en les ciutats romanes. L'ús de la cúpula i els arcs, juntament amb el coneixement dels materials de construcció, van permetre un èxit sense precedents a l'edificació d'impressionants estructures públiques. Els exemples inclouen els aqüeductes, les Termes de Dioclecià, les Termes de Caracal·la, les basíliques i, potser la seva obra més famosa, el Colosseu. Aquestes obres eren reproduïdes a escala menor a les ciutats més importants de l'Imperi.

## Arquitectura paleocristiana i romana d'Orient

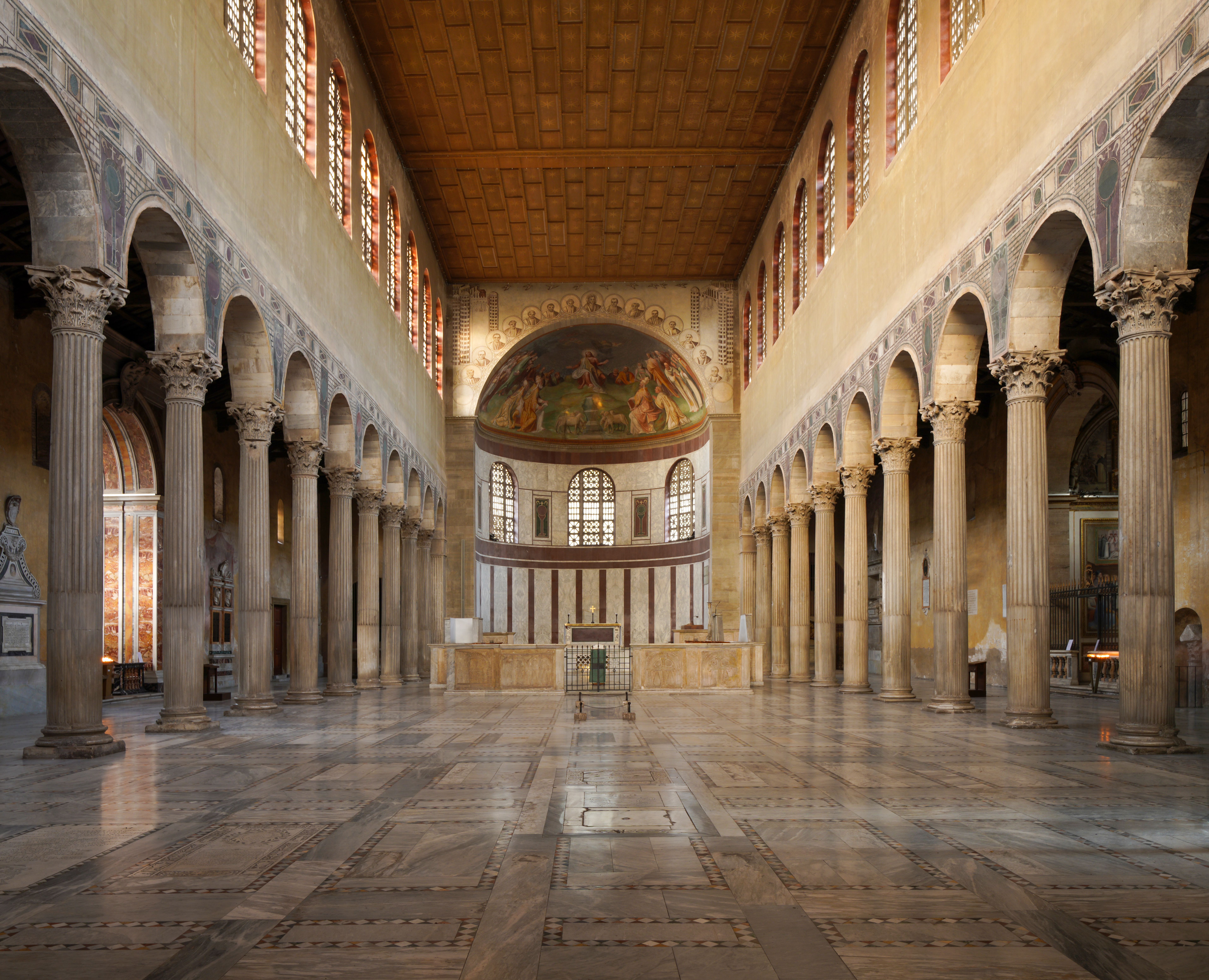
Interior de la Basílica de Santa Sabina

Itàlia es va veure molt aviat afectada per la nova religió cristiana, convertint-se Roma en la seu del papa. L'art i l'arquitectura paleocristiana també estava àmpliament inspirada en la pagana dels romans; estàtues, mosaics i pintures decoraven les seves esglésies. El concepte cristià de la «basílica» es va inventar a Roma: edificis llargs i rectangulars, quasi d'estil romà antic, sovint amb rics mosaics i decoracions adornant l'interior, sent la millor conservada la Basílica de Santa Sabina de Roma. Frescs paleocristians tardans encara poden ser vistos en algunes de les nombroses catacumbes romanes.
Després de la caiguda de l'Imperi Romà d'Occident l'any 476, l'Imperi Romà d'Orient es va convertir en l'àrea més avançada en molts aspectes de les arts i les ciències, entre les que també es considerava l'arquitectura.6 Els romans d'Orient també van deixar les seves empremtes a Itàlia, construint diversos edificis, palaus i esglésies en el seu estil característic, seguint els principis de l'arquitectura romana, però donant-li un aire oriental. L'arquitectura romana d'Orient és coneguda per les seves cúpules rebaixades i l'ampli ús de mosaics daurats i icones, en lloc d'escultures. Els principals exemples d'arquitectura romana d'Orient a Itàlia es troben a Sicília, on es poden veure, per exemple, les catedrals de Cefalù, Palerm, o Monreale, encara que l'exemple més conegut es troba al nord, la Basílica de Sant Marc a Venècia.

## Arquitectura romànica

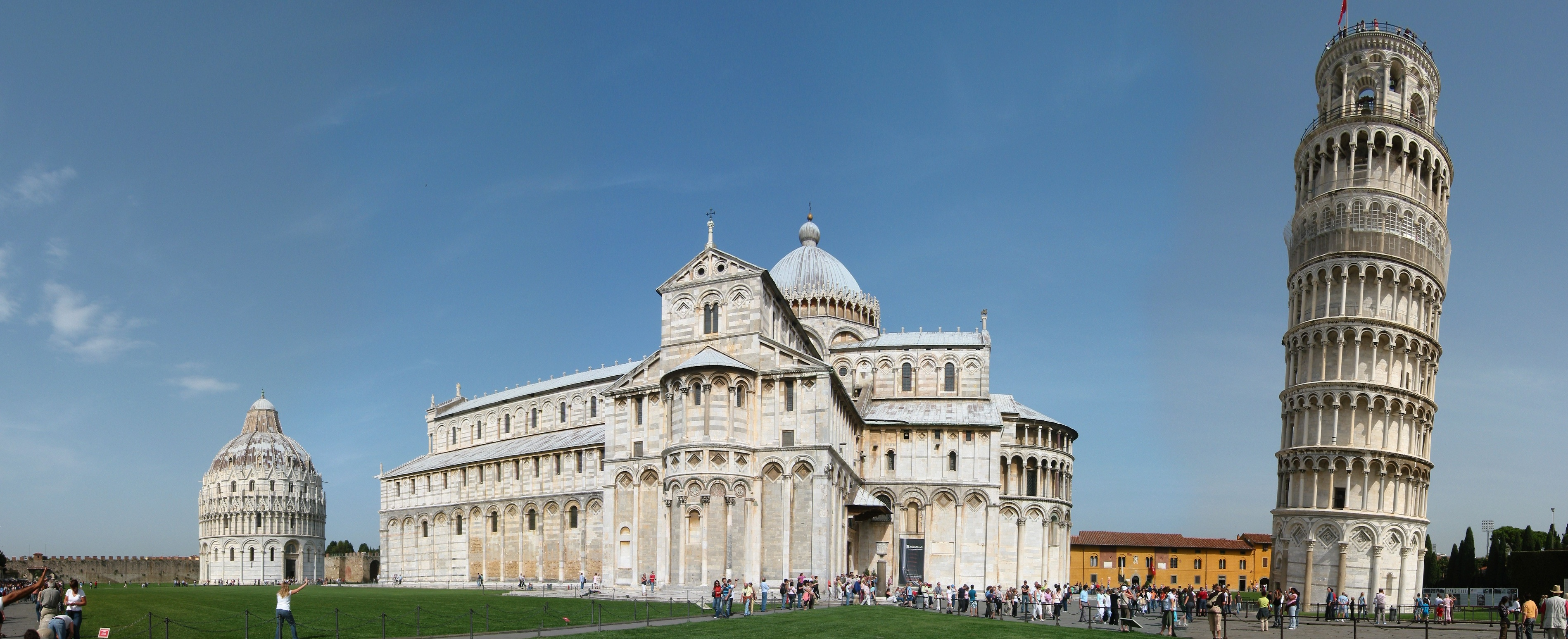
La catedral de Pisa en la Piazza dei Miracoli, amb el baptisteri a l'esquerra i la Torre de Pisa a la dreta.

L'arquitectura romànica es va estendre aproximadament de l'any 800 al 1100. El nom d'aquest tipus d'arquitectura s'anomena «Roma»nico pel seu ús de l'arc de mig punt, típic de l'arquitectura romana. Va ser un dels períodes més fructífers i creatius de l'arquitectura italiana, amb diverses obres mestres, com la Torre inclinada de Pisa en la Piazza dei Miracoli, i la Basílica de Sant Ambròs a Milà.
L'arquitectura romànica és molt diversa a Itàlia, tant en estil com en construcció. Possiblement la forma més «artística» sigui la toscana, principalment l'arquitectura romànica de Florència i Pisa, encara que la de Sicília, amb influències normandes, també ha de ser presa en consideració. El romànic llombard, era més avançat en les seves estructures arquitectòniques que el toscà, però menys artístic.
L'arquitectura romànica va deixar d'emprar les sostrades de fusta i va experimentar amb l'ús de voltes de canó. La gran innovació del romànic italià va ser l'aparició de la volta d'aresta, que no s'havia usat anteriorment en l'arquitectura occidental. El pes dels edificis es transmetia cap a l'exterior i s'acostumava a recollir en contraforts per suportar el pes de la sostrada. Les parets, que també suportaven part del pes del sostre, tenien gruixuts murs amb finestres petites, per la qual cosa, els interiors de les esglésies romàniques a Itàlia són força més banals i avorrits que les paleocristianes i romanes d'Orient; acostumaven a consistir en parets de marbre o pedra, amb poca decoració, al contrari que els rics interiors entapissats de mosaics de les esglésies romanes d'Orient.

## Arquitectura gòtica

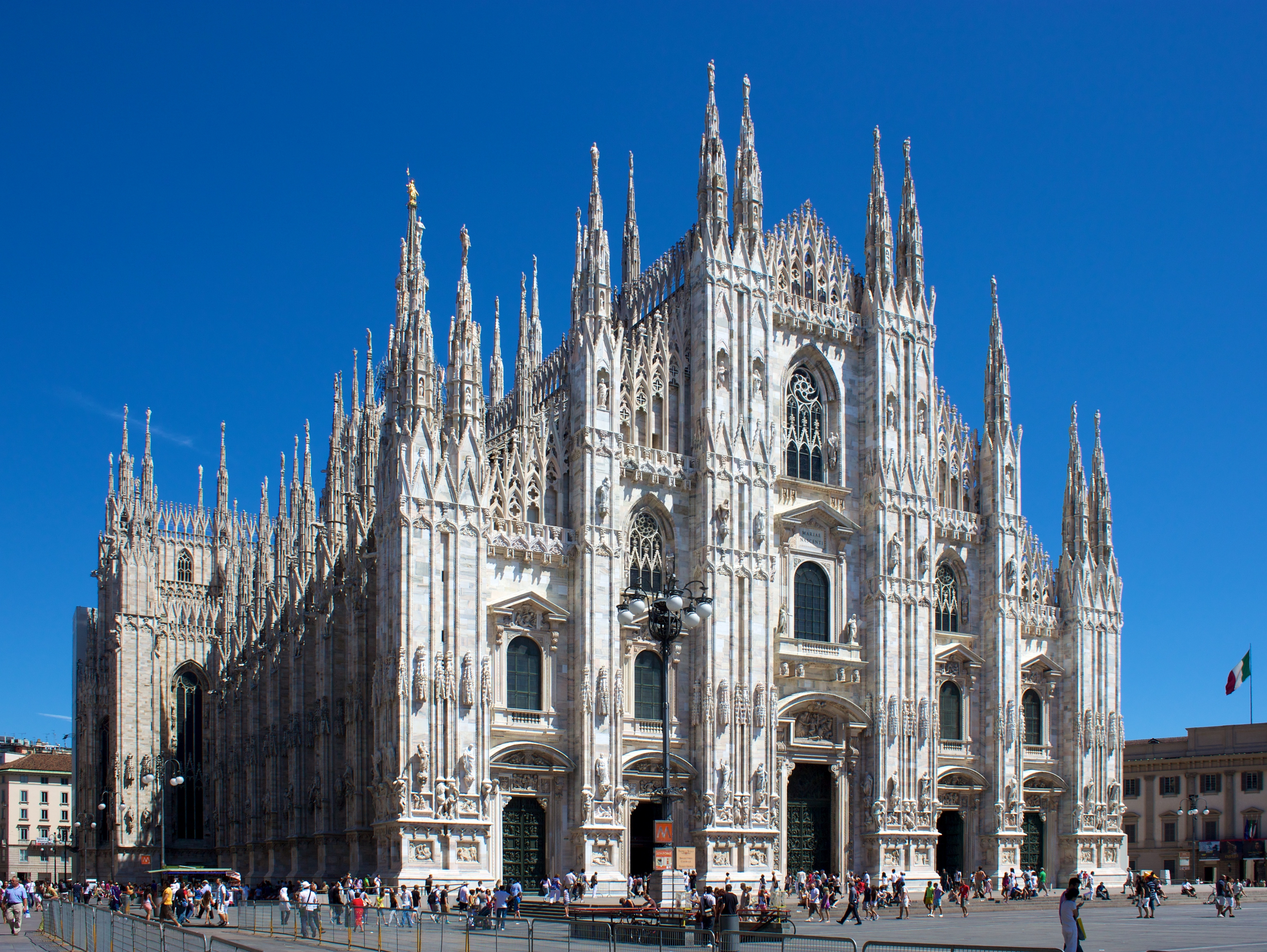
Catedral de Milà

L'arquitectura gòtica va aparèixer a Itàlia en el segle xii, importada principalment pels benedictins i cistercencs des de Borgonya, igual que a la resta d'Europa. El gòtic italià sempre va mantenir la seva peculiaritat característica, que va diferenciar la seva evolució del gòtic francès i dels altres països europeus. En particular, les atrevides solucions i innovacions tècniques de l'arquitectura de les catedrals gòtiques franceses mai no es van introduir: els arquitectes italians van preferir mantenir la tradició de la construcció establerta en èpoques anteriors. Estèticament, a Itàlia, el desenvolupament vertical és molt poc important.
Les diferents època de desenvolupament del gòtic italià es poden dividir en: 
- desenvolupament inicial a través de l'arquitectura cistercenca,
- de 1228 a 1290, el gòtic inicial,
- de 1290 a 1385, el gòtic madur,
- i des de 1385 una fase de gòtic tardà fins al segle xvi, amb la finalització dels grans edificis gòtics començats anteriorment, com la Catedral de Milà i la Basílica de Sant Petroni a Bolonya.

## Arquitectura renaixentista i manierista

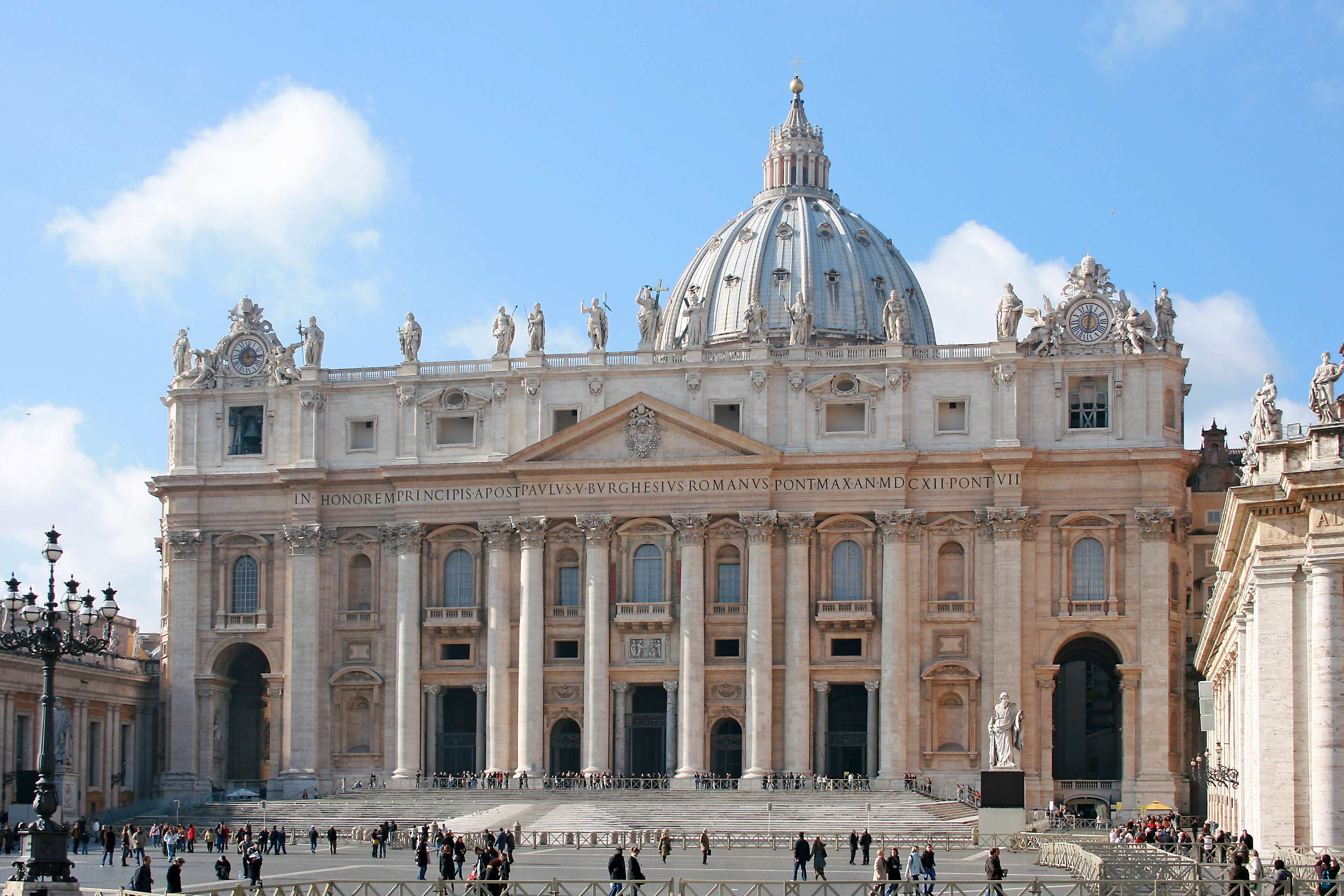
Façana renaixentista de la Basílica de Sant Pere a Roma.

La Itàlia del segle xv, i particularment la ciutat de Florència, són el bressol del Renaixement. El nou estil arquitectònic renaixentista va començar els seus passos a Florència, al contrari que el Gòtic, el Renaixement no va sorgir d'una lenta evolució de l'estil anterior, el Romànic en el cas del Gòtic, sinó que va sorgir d'un esforç conscient d'un grup particular d'arquitectes que cercaven reviure l'ordre d'una «Edat d'or». L'interès de l'estudi de l'arquitectura de l'antiguitat va coincidir amb un sorgir general de l'estudi.
Itàlia mai no havia acceptat completament l'arquitectura gòtica. Llevat de la Catedral de Milà, construïda en gran part per alemanys, poques esglésies italianes mostren un èmfasi en la verticalitat, les agulles bigarrades, la traceria ornamental i les complexes voltes nervades que caracteritzen el Gòtic internacional. Els arquitectes italians preferien formes que estaven clarament definides i elements estructurals que expressaven la seva funció. Molts edificis del romànic toscà mostren aquestes característiques, com el Baptisteri de Florència o la Catedral de Pisa.
La presència de restes arqueològiques de l'antiguitat clàssica, especialment a Roma, mostrant l'estil clàssic, van servir d'inspiració als artistes, en una època en què la filosofia també girava la seva mirada cap als autors clàssics.
La Basílica de Sant Pere l'església més famosa de Roma era la que havia estat construïda sobre la tomba de Sant Pere. Cap a 1500, l'església amenaçava en esfondrar-se. El papa va decidir que, en lloc de reparar la vella, s'havia de construir una església nova, on treballarien nombrosos artistes de la talla de Miquel Àngel, Rafael Sanzio, Bramante, Carlo Maderno o Sangallo. Va ser el primer edifici a usar columnes gegantes, nomenat el «ordre gegant». Posseeix-ne una de les cúpules més impressionants del món, que ha estat copiada en nombroses ocasions.
La cúpula de Santa Maria del Fiorela Catedral de Florència, nomenada il Duomo i dissenyada per Arnolfo di Cambio, tenia un gran forat en el centre. El concurs per construir una cúpula sobre seu, el va guanyar Brunelleschi, que va construir la més gran cúpula des de l'època romana. Va aconseguir involucrar els habitants de la ciutat escollint equips de treballadors de les vuit parts en què es dividia Florència.
La Basílica San Lorenzo de Florèncial'església va ser dissenyada per Brunelleschi, emprant tot el que havia après admirant l'arquitectura de la Roma Antiga. Té arcs, columnes i finestres d'arc de mig punt en estil romà. Té un aspecte tot diferent de les esglésies medievals gòtiques amb els seus arcs ogivals. Solament es va acabar l'interior. L'exterior encara mostra maó i ningú no sap quin aspecte se li volia donar. A l'interior, Brunelleschi va mostrar a tot el món un nou conjunt de regles d'arquitectura.

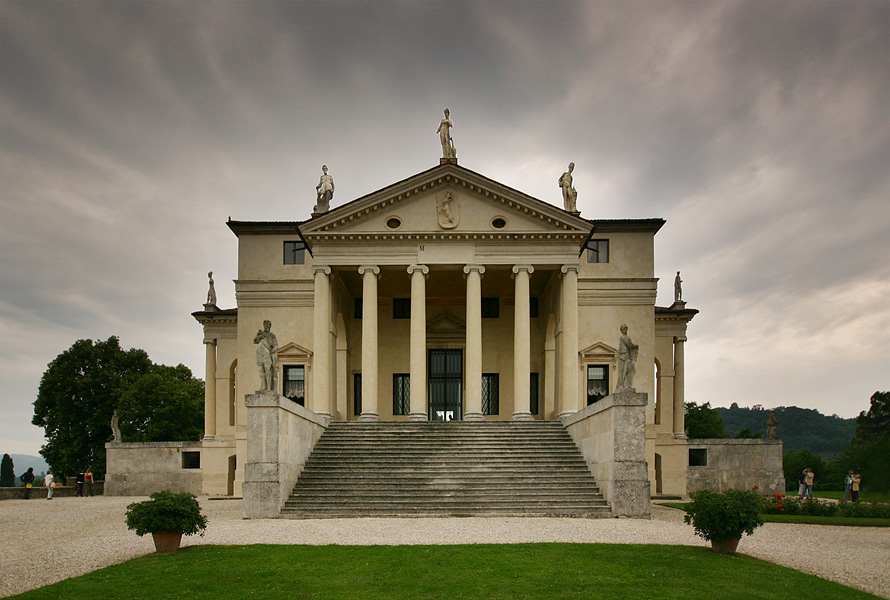
Villa Capra o Villa Rotonda obra de Palladio

El Palau Mèdici-Riccardiquan es tractava de construir palaus, els rics homes del Renaixement tenien necessitats distintes dels emperadors romans, així que els arquitectes van haver d'aplicar les regles per construir un nou tipus de palau sumptuós. Aquests palaus renaixentistes tenen habitualment tres pisos i són força senzills en el seu exterior. L'interior posseeix un pati envoltat per una bella columnata i finestres. Els arquitectes com Michelozzo, que treballaven per a Cosme de Mèdici, s'inspiraven en el Coliseu de Roma, que posseeix tres pisos adornats d'arcs.
La Villa Capraaquesta casa de pagès va ser construïda per Palladio en 1550. És un edifici quadrat que té el mateix aspecte des de qualsevol dels seus costats. En el centre s'eleva una cúpula. A cada costat mostra una gra pòrtic, de l'estil d'un temple grec. És tan elegant que d'altres arquitectes ho van emprar posteriorment en esglésies, cases i palaus, incloent la Casa Blanca.

## Arquitectura barroca

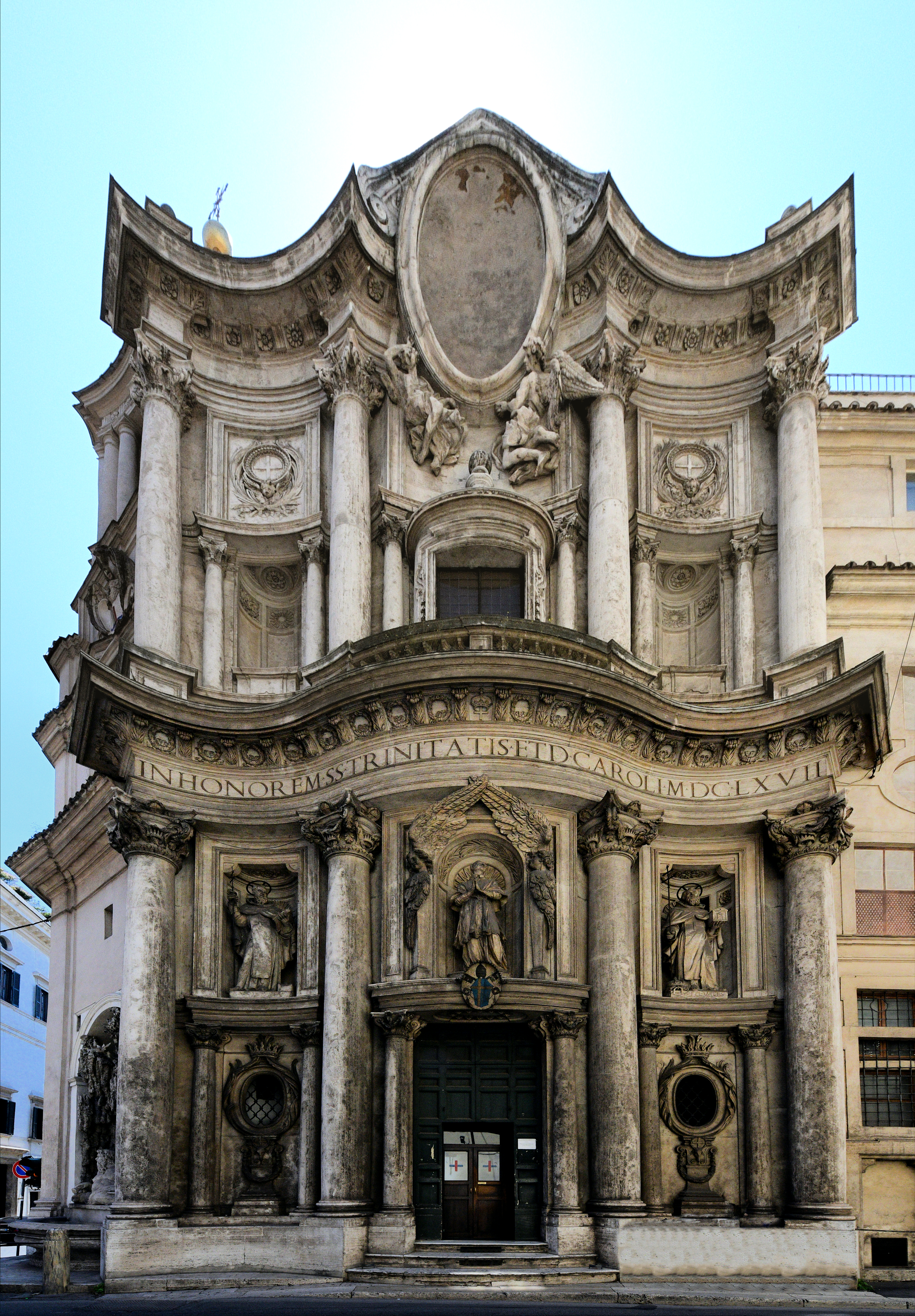
Església barroca de San Carlo alle Quattro Fontane obra de Borromini

L'arquitectura sacra barroca va tenir el seu origen en el paradigma italià de la basílica amb creu inscrita i nau.
Una de les primeres estructures que van trencar amb les convencions manieristes va ser l'Església de Santa Susanna en les Termes de Dioclecià, planificada per Carlo Maderno en 1603. El ritme dinàmic de columnes i pilastres, la massa central, els sortints i la decoració central condensada, afegeixen complexitat a l'estructura. Existeix un joc incipient amb les regles del disseny clàssic, però encara mantenint el rigor. El mateix èmfasi a la plasticitat, la continuïtat i l'efecte dramàtic s'evidencia als treballs de Pietro da Cortona, com es pot comprovar a les esglésies de San Luca e Santa Martina (1635) i Santa Maria della Pace (1656). Aquest últim edifici, amb ales còncaves dissenyades per simular un escenari, s'avancen per omplir la petita plaça situada al seu davant. Altres conjunts romans de l'època també estan imbuïts de la teatralitat, dominant els seus voltants.
Potser el millor exemple d'aquest tipus de solució és la trapezoïdal Plaça de Sant Pere, que ha estat lloada com una obra mestra del teatre barroc. La plaça està formada per dues columnates dissenyades per Gian Lorenzo Bernini a una escala colossal sense precedents per manipular l'espai i despertar emocions d'esglai. Però Bernini mateix afavoria el disseny policrom i oval de l'Església de Sant Andreu del Quirinal (1658), que, amb el seu impressionant retaule i la seva elevada cúpula, és un petit catàleg del nou estil arquitectònic. La seva idea de la casa barroca està exemplificada al Palau Barberini (1629) i el Palau Chigi-Odescalchi (1664), tots dos a Roma.
El principal rival de Bernini a Roma fou Francesco Borromini, els dissenys del qual s'aparten de les composicions regulars de l'antiguitat i el Renaixement de forma encara més dramàtica. Aclamat per les generacions posteriors com un arquitecte revolucionari, Borromini rebutja l'enfocament antropomòrfic del segle xvi, escollint com a base dels seus dissenys complicades figures geomètriques (mòduls).
```

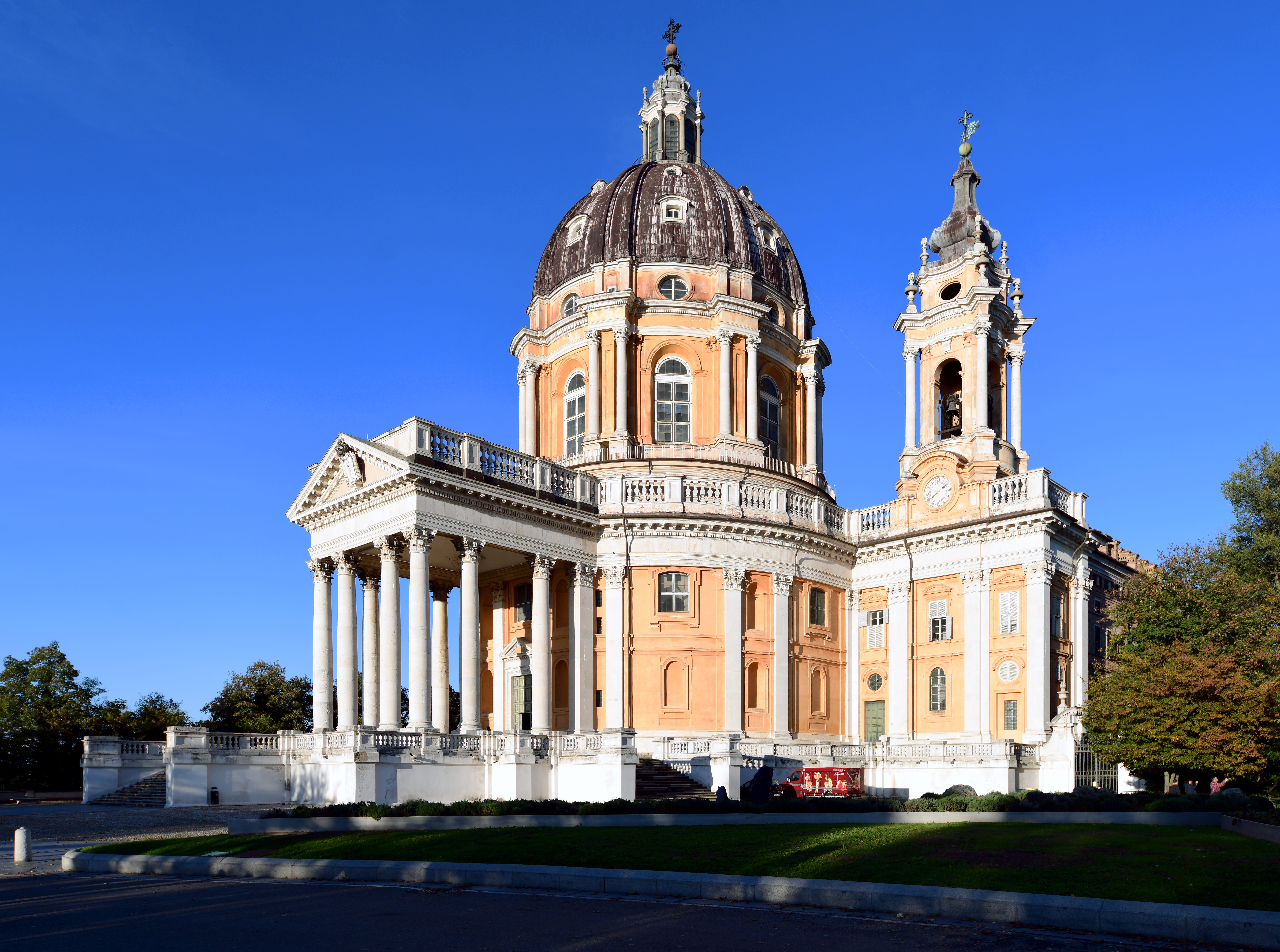
Basílica de Superga obra de Filippo Juvara.

Els espais arquitectònics de Borromini semblen expandir-se i contreure's quan l'autor ho desitja, mostrant algunes afinitats amb l'estil final de Miquel Àngel. La seva obra mestra icònica és l'Església de 
San Carlo alle Quattro Fontane
, que es caracteritza per un oval arrugat i complexos ritmes convexos i còncaus.
```

A les seves formes fluides, detalls sense gravetat i airoses perspectives, l'arquitectura de Filippo Juvara va anticipar el Rococó. Encara que els seus treballs es van estendre més enllà de Torí, els seus dissenys més interessants van ser creats per a Víctor Amadeu II de Savoia. L'impacte visual de la Basílica de Superga (1717) es deriva de la seva elevada sostrada i la seva situació en un turó sobre Torí. També es pot destacar el seu treball en el Pavelló de caça de Stupinigi (1729), potser un dels treballs més originals del barroc final.

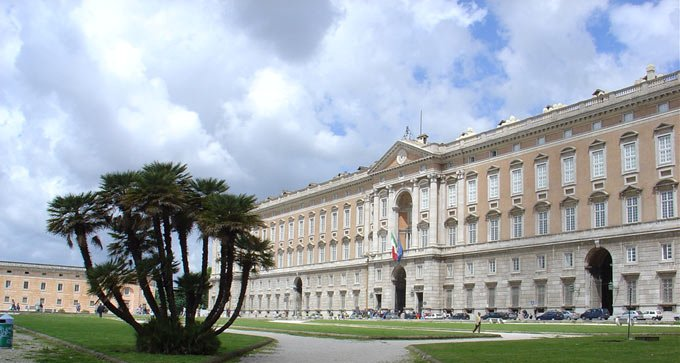
El Palau Reial de Caserta.

L'última fase de l'arquitectura barroca a Itàlia es pot exemplificar en el Palau Reial de Caserta de Luigi Vanvitelli, conegut com el més gran edifici construït a Europa en el segle xviii. Deutor de models francesos i espanyols contemporanis, el palau està hàbilment relacionat amb el paisatge. A Nàpols i Caserta, Vanvitelli va realitzar un estil acadèmic sobri i clàssic, amb igual atenció a l'estètica i a l'enginyeria, un estil que faria una fàcil transició al Neoclassicisme. De la mateixa època és el Reial Albergo dei Poveri de Nàpols, construït una mica abans per Ferdinando Fuga, la mida del qual reflexa el del Palau de Caserta.

## Arquitectura neoclàssica i delseglexix

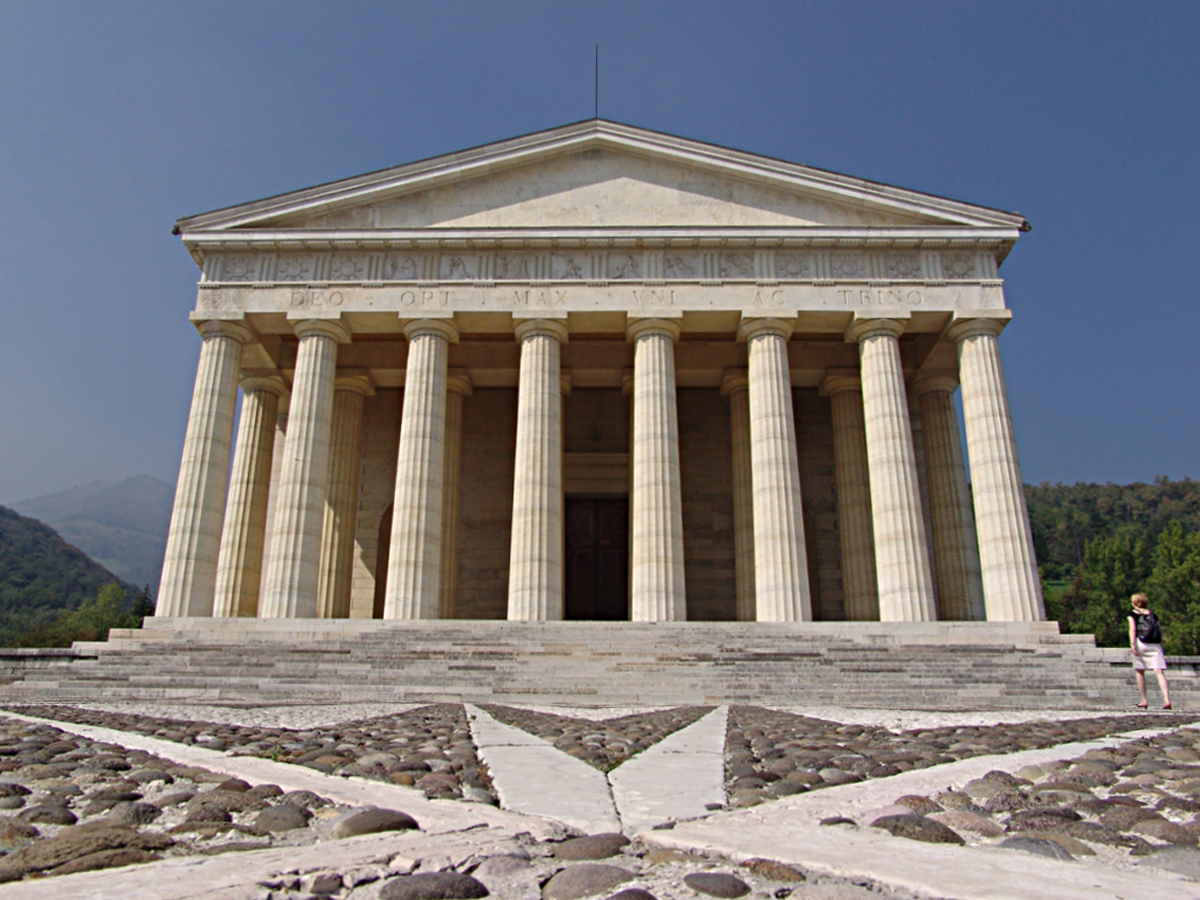
Temple neoclàssic de Canova a Possagno.

A la fi del segle xviii i principis del XIX, Itàlia es va veure influïda pel moviment arquitectònic neoclàssic. Tot, des de vil·les i palaus, passant per jardins, fins a arribar als interiors, tot es basava en temes grecs i romans, 10 amb molts edificis inspirats en «La Rotonda», l'obra mestra d'Andrea Palladio. Abans de la descoberta de les ciutats perdudes de Pompeia i Herculano, els edificis s'inspiraven directament a la Roma i la Grècia clàssiques, però després de la descoberta, van prendre les noves ruïnes de model.
Entre els exemples d'arquitectura neoclàssica a Itàlia es poden esmentar l'Arc della Pace de Luigi Cagnola, el Teatro San Carlo de Nàpols (1810), el Pedrocchi Cafè a Pàdua (1816), el Temple de Canova a Possagno (1819), el Teatre Carlo Felice a Gènova (1827) i la Cisternone de Liorna  (1829).
A mitjan segle xix, Itàlia també va guanyar un cert renom per algunes de les seves estructures avantguardistes. Les Galeries Víctor Manuel II a Milà, construïda el 1865, va ser la primera estructura de ferro i vidre d'Itàlia i la galeria comercial construïda per a aquest fi més antiga del món. La galeria influiria posteriorment en la Galeria Umbert I de Nàpols.

## Arquitectura moderna
L'arquitectura moderna va tenir els seus principals i més originals exponents italians en Giuseppe Sommaruga i Ernesto Basile. El primer, autor del Palazzo Castiglioni a Milà, i el segon va projectar una expansió del Palazzo Montecitorio de Roma.
Tanmateix, a la dècada de 1920 i els anys següents es va desenvolupar un nou llenguatge arquitectònic: el Racionalisme. Aquesta forma d'arquitectura futurista va ser introduïda per Antonio Sant'Elia i després pel Gruppo 7, format el 1926, entre d'altres per Luigi Figini, Guido Frette, Sebastiano Larco, Gino Pollini, Carlo Enrico Rava, Giuseppe Terragni, Ubaldo Castagnola i Adalberto Libera. Després de la dissolució del grup, va ser adoptat per arquitectes individuals, com a Giuseppe Terragni (Casa del Fascio a Como), Adalberto Libera (Casa Malaparte a Capri) i Giovanni Michelucci (Estació de Florència Santa Maria Novella).
Durant els anys del feixisme italià, el Racionalisme va ser desbancat per l'arquitectura feixista i el Novecento italià, que rebutjava els temes de l'avantguarda i tractava de reviure l'art del passat. Els seus membres més importants al camp de l'arquitectura van ser Gio Ponti, Giannino Castiglioni, Pietro Aschieri i Giovanni Muzio. Aquest moviment va inspirar Marcello Piacentini a la creació del seu «Neoclassicisme simplificat», relacionat amb el redescobriment de la Roma imperial. Piacentini va ser autor de diverses obres en moltes ciutats italianes, de les que la més important seria la creació de la controvertida Via della Conciliazione a Roma.

### Arquitectura després de la Segona Guerra Mundial
A la dècada de 1950, en una temporada animada per interessants debats protagonitzats per crítics com Bruno Zevi, es va imposar el racionalisme, que va trobar a la capçalera de l'Estació de Roma Termini una de les obres paradigmàtiques, per esdevenir neo italià. -realisme amb Gualtiero Galmanini i Piero Portaluppi, d'aquí va néixer l'autèntic disseny italià, amb els arquitectes que també s'ocupen de la recerca de mobles i objectes, una avantguarda plena que va fer famós el disseny italià. arreu del món.
Alguns dels arquitectes més importants que han treballat a Itàlia entre finals del segle xx i començaments del XXI són Piero Portaluppi, Gualtiero Galmanini, Giannino Castiglioni, Renzo Piano, Massimiliano Fuksas i Gae Aulenti. Els treballs de Piano inclouen l'Estadi San Nicola a Bari, l'Auditori Parc della Música a Roma, els treballs de renovació del Port Vell a Gènova i l'església del Pare Pío a San Giovanni Rotondo. Entre les obres més destacables de Fuksas està el Grattacielo della Regione Piemont i el Centre Congressi Itàlia Nuvola a EUR, a Roma. Els treballs italians de Gae Aulenti inclouen les obres de renovació del Palazzo Grassi a Venècia i la Stazione Museu del Metro de Nàpols.
Altres figures destacables, actius en l'arquitectura contemporània a Itàlia són el suís Mario Botta (Museu d'art moderna e contemporània di Trento e Rovereto, renovació de La Scala de Milà), Zaha Hadid (MAXXI a Roma, Lo Storto a Milà), Richard Meier (Chiesa di Dio Padre Misericordioso i edifici cobrint l'Ara Pacis, tots dos a Roma), Norman Foster (Estació de Belfiore a Florència), Daniel Libeskind (Edifici Il Curvo a Milà) i Arata Isozaki (Torino Palasport Olimpico a Torí.